# DS Smith
DS Smith est une entreprise britannique papetière et d'emballage basée à Londres.

## Activité
- emballages en carton ondulé recyclé.
- cartons plats .

## Histoire
En 2004, l'activité papier & carton ondulé de Linpac, a été cédée à DS Smith pour 170 millions de livres.
En 2010, DS Smith rachète en France le groupe Otor, comprenant 6 cartonneries, 2 papeteries, 8 usines de cartonnages et une usine de fabrication de machine
En 2011, Svenska Cellulosa Aktiebolaget se sépare de son activité emballages, pour la vendre à DS Smith.
En février 2015, DS Smith annonce l'acquisition pour 300 millions de dollars de Duropack, une entreprise autrichienne présent dans les Balkans et en Hongrie.
En juin 2018, DS Smith annonce l'acquisition de Europac, une entreprise espagnole, pour 2,2 milliards de dollars.
En mars 2019, DS Smith annonce la vente pour 585 millions de dollars de ses activités dans l'emballage plastique à Olympus Partners, un fonds d'investissement, dans le but de se recentrer sur l'emballage papier et carton.

## Principaux actionnaires
Au 5 avril 2020.
| Aviva Investors Global Services       | 7,48% |
| Norges Bank Investment Management     | 5,16% |
| Standard Life Investments             | 5,00% |
| Threadneedle Asset Management         | 4,93% |
| Merpas (UK)                           | 3,26% |
| BlackRock Investment Management (UK)  | 3,01% |
| The Vanguard Group                    | 2,67% |
| Legal & General Investment Management | 2,30% |
| Quilter Cheviot                       | 2,14% |
| M&G Investment Management             | 2,12% |